# Espanya rescata la Religió
Espanya rescata la Religió (en italià: La Spagna soccorre la Religione) és una pintura de tema alegóric, realitzada a l'oli sobre llenç per Ticià. Està datada entre 1572 i 1575 i es troba en el Museu del Prado de Madrid.

## Història i descripció
Després de l'èxit de Felip II de Castella en la batalla de Lepant (1571), Ticià va voler complimentar al rei espanyol, el seu millor client, amb una pintura que al·ludia de forma alegórica a aquesta victòria naval i que principalment enaltia a Espanya com a defensora del Catolicisme. Sense intervenir encàrrec del monarca, Tiziano va realitzar l'obra prenent com a base un disseny anterior, i la va enviar a Madrid en 1575 juntament amb una altra pintura: Felipe II ofereix al cel a l'infant don Fernando (Museu del Prado).
Aquesta obra és una al·legoria: representa idees abstractes mitjançant personatges caracteritzats amb vestidures i accessoris simbòlics. Així, la Religió Catòlica és representada a la dreta com una jove desvalguda, solament coberta amb una tela blava i identificada per un crucifix al costat d'ella, i Espanya (que acudeix en el seu rescat) adopta la forma d'una matrona amb cuirassa que porta una llança en la qual flameja un estendard de la victòria. Aquest personatge simbolitza clarament a Espanya perquè sosté amb la seva mà dreta l'escut d'armes de Felip II. Li segueix una altra figura femenina amb una espasa, possible al·legoria de la Fortalesa. Navegant al fons s'albira un personatge amb turbant, que encarna a l'Imperi otomà derrotat en Lepanto.
El disseny general d'aquesta escena és molt anterior, de la dècada de 1530, quan Tiziano va compondre una escena de mitologia per a Alfons I d'Este d'Aquest desapareguda actualment. Aquesta obra va haver de representar a Minerva davant el Vici o Diana i Calisto, i va quedar inacabada en 1534, per defunció del duc Alfonso. El pintor i historiador Giorgio Vasari va visitar el taller de Tiziano en 1566 i va descriure el quadre com encara inconcluso. Molt poc després (1566-67) Tiziano va remetre a l'emperador Maximiliano II un llenç de disseny similar, La Religió socorreguda per l'Imperi, que no es conserva però que es coneix per un gravat realitzat en 1568 per Giulio Fontana. En ell, veiem que la Religió és auxiliada per l'Imperi Germànic que llavors governava Maximiliano. En tractar-se d'un disseny anterior a la batalla de Lepanto, el seu missatge no era tan belicoso: l'Imperi portava una banderola en lloc de la llança, i acudia portant de la mà a la Pau (amb una branca d'olivera). El personatge navegant al fons no era turc, sinó un déu clàssic.
Durant llarg temps es va pensar que Tiziano havia reutilitzat el llenç de 1534 per a la versió del Prado, retocant els elements necessaris per adaptar el tema mitològic al religiós que veiem avui, però les radiografies practicades a l'obra no develan @repintar. Ara se suposa que va haver de ser la versió de Maximiliano II, anterior, la que es va pintar prenent com a base el quadre mitològic inacabat; però com no subsisteix, això és impossible de confirmar.
Una altra versió, amb algunes variants i d'autoria no segura, es troba en el Palazzo Doria-Pamphili de Roma. Segons alguns estudiosos, reflecteix un pas intermedi entre la versió perduda de Maximiliano II i la de Felipe II conservada en el Prat.